# Захедан – Заболь
Захедан – Заболь – газопровід, що споруджується на південному сході Ірану у провінції Систан і Белуджистан.
В 2017-му по трубопроводу Іраншехр – Захедан подали блакитне паливо до провінційної столиці Захедану. Звідси частина ресурсу має спрямовуватись далі на північний схід до міста Заболь, розташованого у Систанській западині. Довжина газопроводу Захедан – Заболь має становити 218 км, при цьому на першій ділянці довжиною 108 км до району Даштак діаметр споруди становитиме 900 мм, а після Даштаку – 600 мм.
Газорозподільну мережу в Заболі ввели в експлуатацію ще у 2019-му, за два роки до запланованого завершення трубопроводу Захедан – Заболь. До введення останнього споживачам подаватимуть ресурс, доставлений у місто цистернами в стисненому вигляді.
Можливо також відзначити, що в подальшому планується сполучити газотранспортні мережі Систану і Белуджистану та провінції Південний Хорасан. В останній наразі вже підвели ресурс до Нехбандану, який лежить за півтори сотні кілометрів від траса газопроводу Захедан – Заболь.